# خوسيه دي خيسوس غونزاليس
خوسيه دي خيسوس غونزاليس (بالإسبانية: José de Jesús González)‏ هو لاعب كرة قدم مكسيكي، ولد في 1998 في Tepatitlán ‏ في المكسيك. لعب مع نادي غوادالاخارا.

## روابط خارجية
- خوسيه دي خيسوس غونزاليس على موقع قاعدة بيانات كرة القدم.إي يو (الإنجليزية)
- خوسيه دي خيسوس غونزاليس على موقع Soccerway.com (الإنجليزية)